# Cursi
Cursi es una localidad italiana de la provincia de Lecce, región de Puglia, con 4.260 habitantes.

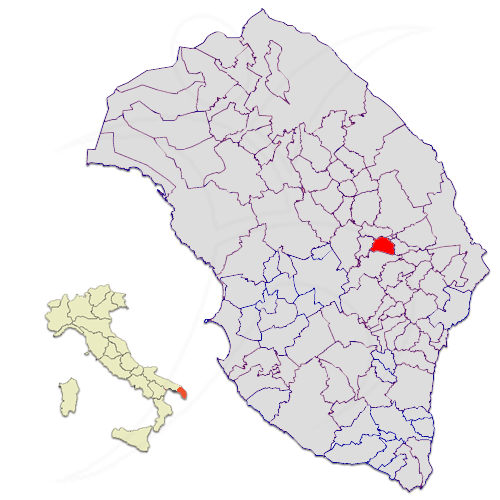
Ubicación de la ciudad de Cursi dentro de la provincia de Lecce.

## Evolución demográfica
| Gráfica de evolución demográfica de Cursi entre 1861 y 2001 |
|                                                             |
| Fuente ISTAT - elaboración gráfica de Wikipedia             |